# Hell’s House
Hell’s House ist ein US-amerikanisches Filmdrama aus dem Jahr 1932 unter Regie von Howard Higgin, der
auch die Handlung des Films entwickelte.

## Handlung
Nachdem seine Mutter von einem Auto überfahren wurde, zieht der Jugendliche Jimmy Mason zu Verwandten – Tante Emma und Onkel Henry – in die für ihn völlig neue Großstadt. Der Untermieter seiner Verwandten ist der charmante Matt Kelly, der mit seinem selbstbewussten Auftreten und angeblichen Verbindungen zu Politikern und Prominenten Bewunderung bei dem naiven Jimmy auslöst. Allerdings ist Matt in Wirklichkeit (es herrscht noch die Prohibition in den USA) ein Alkoholschmuggler. Da Jimmys Onkel seinen Job verliert und er seinen Verwandten nicht finanziell zur Last fallen will, bietet er sich Matt als Helfer bei seinen Geschäften an, ohne von deren Illegalität zu wissen. Schnell wird Jimmy von der Polizei verhaftet, wo ihm die Freilassung angeboten wird, wenn er den Namen seines Bosses ausplaudert. Er schweigt aber und hofft darauf, dass Matt ihn mit seinen angeblichen Verbindungen herausholt – der hat zwar ein schlechtes Gewissen wegen Jimmy, hält aber still, da er sonst verhaftet und sein komfortables Leben mit seiner Freundin Peggy aufgeben müsste.
Da Jimmy weiter schweigt, wird er zu drei Jahren in einer Jugendanstaltsschule (englisch Reform School) verurteilt. In dieser müssen die Jugendlichen harte und monotone Arbeit wie das Aufwerfen von Ziegelsteinen ausführen, auch da die Anstalt zu wenige Geldmittel vom Staat bekommt und sich auf andere Weise rentieren muss. Bei Disziplinlosigkeiten erhalten die Jugendlichen harte Strafen von den Wächtern, ein Ausgang ist nicht erlaubt, nur von den Wächtern streng kontrollierte Briefe. Jimmy freundet sich mit einem herzkranken Jungen namens Shorty an, der für Jimmy einen Brief an Matt an den Wächtern vorbei herausschmuggeln will. Shorty wird jedoch dabei entdeckt und in Einzelhaft gesteckt. Wegen seines guten Verhaltens wird Jimmy unterdessen selbst zu einem Mitaufseher gemacht, dadurch erhält er bevorzugte Behandlung, wird aber von seinen Kameraden verachtet und muss diese notfalls bestrafen. Die nervenaufreibende Einzelhaft bekommt Shortys schwacher Gesundheit nicht und er wird schwer krank weggetragen. Jimmy flüchtet daraufhin aus der Jugendanstalt, um für seinen Freund eine bessere medizinische Versorgung zu suchen.
Jimmy sucht Matt und Peggy auf, doch während der Alkoholschmuggler zögert, ergreift Peggy die Initiative und zwingt ihren Freund dazu, den berühmten Zeitungskolumnisten Frank Gebhardt anzurufen. Gebhardt will schon seit Längerem die schlechten Zustände in den Jugendanstalten enthüllen und besuchte dafür auch Jimmys Institution, bekam da aber von dem Anstaltsleiter Thompson nur eine aufgehübschte „Sonntagsversion“ von dieser zu sehen. Deshalb brennt Gebhardt nun umso mehr dafür, dass Jimmy seine Geschichte für die Zeitung erzählt. Die Polizei findet Jimmy in Gebhardts Büro und möchte diesen wieder in die Jugendanstalt zurückbringen, doch auf Drängen von Gebhardt und Peggy gibt sich Matt einen Ruck. Matt bekennt sich zu seinen illegalen Schmugglereien und erklärt Jimmys Unschuld, woraufhin der Jugendliche freikommt und Gebhardt berichten kann. Für Shorty kommt allerdings jede Hilfe zu spät, er ist inzwischen an den Folgen seiner Herzkrankheit und der Einzelhaft gestorben.

## Hintergrund
Bette Davis, die zu diesem Zeitpunkt noch bei Weitem nicht auf dem Höhepunkt ihrer Karriere angelangt war, wurde für den Film von ihrem eigentlichen Studio Universal an den Produzenten Zeidman ausgeliehen. Sie und Pat O’Brien werden im Vorspann als erste Personen genannt, obwohl eigentlich der jugendliche Hauptdarsteller Junior Durkin die zentrale Rolle hat. Der mit niedrigem Budget gedrehte Film entstand innerhalb von nur 13 Tagen und sollte eigentlich den Namen Juvenile Court tragen.

## Kritiken
Mordaunt Hall stellte dem Film in der New York Times vom 12. Februar 1932 ein gemischtes Zeugnis aus: Die Angriffe gegenüber den Reform Schools seien „schwerlich erwachsen“, habe aber ein paar „einigermaßen interessante Zwischentöne“. Higgins Regie sei „altmodisch“, die Darstellung von Pat O’Brien als Schmuggler wirke „gezwungen“. Dagegen würden Junior Durkin und Bette Davis in ihren Rollen überzeugen, eine „herausragende Darstellung“ gelinge Morgan Wallace als Reporter Gebhardt.